# Огурцов, Олег Фёдорович
Олег Фёдорович Огурцов (23 мая 1933 года, Брянск, РСФСР, СССР — 29 декабря 2022 года) — советский и российский художник, академик Российской академии художеств (2008).

## Биография
Родился 23 мая 1933 году в Брянске.
В 1954 году окончил художественное училище Ельца, в 1961 году — окончил Институт живописи, скульптуры и архитектуры имени И. Е. Репина.
С 1966 года — член Союза художников СССР, с 1967 года — член Московского Союза художников.
В 2008 году избран академиком Российской академии художеств от Отделения живописи.
Скончался 29 декабря 2022 года.

### Семья
- Жена — советский и российский художник, академик РАХ Альбина Георгиевна Акритас (род. 1934).
- Сын — член-корреспондент РАХ Никита Олегович Огурцов (род. 1962).
- Внук — Сергей Акритас (род. 1987).

## Основные произведения
«Моя бабушка» (1953 г.), «Бывший монастырь» (1954 г.), «Дети», «Полдень» (обе — 1956 г.), «Обнажённая» (1960 г.), «Ноябрь в Узбекистане» (1970 г.), «Узбекский базар» (1971 г.), «Вечер в Байсуне» (1973 г.), «Зимний вечер» (1975 г.), «Последний луч» (1977 г.), «На пруду» (1981 г.), «Подольский завод» (1983 г.), «Зимнее солнце» (1985 г.), «Вспаханная земля» (1986 г.), «Лодки» (1987 г.), «Никитский монастырь» (1988 г.), «Цветущая яблоня» (1990 г.), «У воды» (1991 г.), «Купание», «Ранняя весна» (обе — 1995 г.), «Март», «Тропинка» (обе −1996 г.), «Осень» (1998 г.), «Зима» (1999 г.), «Лето» (2000 г.), «Зимняя тропа» (2002 г.), «Октябрь» (2005 г.).

## Награды
- Медаль «Ветеран труда» (1986)